# Lupita Nyong'o
Lupita Amondi Nyong'o (født 1. marts 1983 i Mexico by) er en skuespiller og musikvideoinstruktør med dobbelt statsborgerskab fra Kenya og Mexico. Hun vandt Oscar for bedste kvindelige birolle for sin tolkning af Patsey i 12 Years a Slave. 
Forældrene er kenyanske, fra Luo-folket. Faren Peter Anyang' Nyong'o er politiker. Da Lupita blev født, var han gæsteforelæser ved El Colegio de México.

## Filmografi
| År   | Film                         | Rolle      | Noter                               |
| ---- | ---------------------------- | ---------- | ----------------------------------- |
| 2013 | 12 Years a Slave             | Patsey     | Oscar for bedste kvindelige birolle |
| 2014 | Non-Stop                     | Gwen       |                                     |
| 2015 | Star Wars: The Force Awakens | Maz Kanata | Motion capture                      |
| 2016 | The Jungle Book              | Raksha     | Stemme                              |
| 2018 | Black Panther                | Nakia      |                                     |